# Моторный, Владимир Ефимович
Владимир Ефимович Моторный (12 августа 1923 — 28 октября 1986) — командир расчёта пушки 464-го стрелкового Краснознамённого ордена Кутузова полка (78-я стрелковая Запорожская Краснознамённая ордена Суворова дивизия, 35-й гвардейский стрелковый корпус, 27-я армия, 3-й Украинский фронт), старший сержант, участник Великой Отечественной войны, кавалер ордена Славы трёх степеней.

## Биография
Родился 12 августа 1923 года в городе Звенигород Киевской губернии, ныне в Черкасской области Украины. Из семьи крестьянина. Украинец.
Окончил 7 классов школы в 1939 году. Работал обходчиком в транспортном цехе завода «Запорожсталь». В начале Великой Отечественной войны оказался на оккупированной территории и пережил немецкую оккупацию.
Призван в Красную армию вскоре после освобождения Запорожья в октябре 1943 года Запорожским городским военкоматом. Красноармеец В. Е. Моторный - участник Великой Отечественной войны с 16 октября 1943 года. Весь боевой путь прошёл артиллеристом в расчёте 45-мм пушки 78-й стрелковой дивизии на 2-м Украинском, с февраля 1945 - на 3-м Украинском фронтах.
Впервые отличился буквально через несколько дней после прибытия на фронт, когда 6 ноября 1943 года при отражении немецкой атаки у Хутора Вольный Новозлатопольского района Запорожской области УССР его расчёт уничтожил немецкое штурмовое орудие. За этот бой награждён своей первой наградой - медалью «За отвагу».
Командир расчёта пушки 464-го стрелкового полка (78-я стрелковая дивизия, 27-я армия, 2-й Украинский фронт) красноармеец Моторный Владимир Ефимович отличился в Уманско-Ботошанской наступательной операции. В начале апреля 1944 года в районе населённых пунктов Хойшешть и Думештин (Румыния) во главе расчёта поддерживал наступавшую пехоту артиллерийским огнём. Когда закончились снаряды, с винтовкой пошёл в атаку с пехотинцами. Ворвавшись на вражеские позиции, в бою уничтожил 9 румынских солдат. Был представлен к награждению орденом Красного Знамени, но командир дивизии заменил награду на орден Славы.
За образцовое выполнение боевых заданий Командования на фронте борьбы с немецкими захватчиками и проявленные при этом доблесть и мужество приказом частям 78-й стрелковой дивизии № 016/н от 30 апреля 1944 года красноармеец Моторный Владимир Ефимович награждён орденом Славы 3-й степени. Член ВКП(б)/КПСС с 1944 года.
Командир расчёта пушки 464-го стрелкового полка сержант Моторный Владимир Ефимович вновь отличился в Будапештской наступательной операции. При форсировании реки Тиса у населённого пункта Мезенчат (Венгрия) 8 ноября 1944 года поддерживал переправляющиеся части артиллерийским огнём. Когда по лодкам и плотам с бойцами открыли огонь немецкие пулемёты, приказал выкатить орудие к урезу воды и через реку вёл огонь по вспышкам пулемётных выстрелов. А когда все цели затянуло дымом от разрывов и наблюдение стало невозможным, по своей инициативе переправился на только что захваченный плацдарм, под огнём пробрался на передний край и точно засёк расположение огневых точек врага и приметные ориентиры. При возвращении обратно был ранен, но сумел доплыть до своего орудия. Остался наводить орудие по ориентирам и вновь открыл точный огонь. В этом бою его расчёт подавил огонь 4 миномётов и 3-х пулемётных точек врага. Только через несколько часов, когда бой стал затихать, согласился на эвакуацию на медпункт.
За образцовое выполнение боевых заданий Командования на фронте борьбы с немецкими захватчиками и проявленные при этом доблесть и мужество приказом войскам 27-й армии № 0223 от 20 декабря 1944 года сержант Моторный Владимир Ефимович награждён орденом Славы 2-й степени.
Командир расчёта пушки 464-го стрелкового полка (подчинённость та же, 3-й Украинский фронт) старший сержант Моторный Владимир Ефимович проявил исключительную стойкость в Балатонской оборонительной операции. При отражении атаки противника 11 марта 1945 года у села Сараш (Венгрия) под сильным артиллерийским огнём подпустил противника как можно ближе и открыл уничтожающий огонь с близкой дистанции. Враг был настолько близко, что Моторный оставил у орудия минимальное количество бойцов, а остальные вели огонь из стрелкового оружия. Понеся большие потери, немецкая пехота отступила. Истребил в этом бою до 30 солдат врага и уничтожил 2 пулемётные точки. На следующий день, 12 марта, у села Тутьи, его позицию атаковала уже пехота при поддержке танков. В ходе боя уничтожил 1 танк и до 15 гитлеровцев. Был тяжело ранен осколками рядом разорвавшегося танкового снаряда.
За образцовое выполнение боевых заданий Командования на фронте борьбы с немецкими захватчиками и проявленные при этом доблесть и мужество Указом Президиума Верховного Совета СССР от 29 июня 1945 года старший сержант Моторный Владимир Ефимович награждён орденом Славы 1-й степени.
После этого тяжёлого ранения на фронт уже не вернулся. В июне 1945 года старший сержант В. Е. Моторный демобилизован по состоянию здоровья.
Жил в городе Запорожье Украинской ССР. Работал слесарем на Запорожском коксохимическом заводе.
Скончался 28 октября 1986 года.

## Награды
- Орден Отечественной войны I степени (1985) Наградной лист в электронном банке документов «Подвиг народа».[3]
- орден Славы I степени(27.06.1945)[4]
- орден Славы II степени(23.10.1944)[5]
- орден Славы III степени (27.08.1944)[6]
  - медали, в том числе:
  - «За отвагу» (10.11.1944)[7]
  - «За победу над Германией в Великой Отечественной войне 1941—1945 гг.» (1945)[8]

## Память
- На могиле установлен надгробный памятник
- Его имя увековечено в Главном Храме Вооружённых сил России, и навсегда запечатлено на мемориале «Дорога памяти»